# Velešín (hrad)
Velešín je zřícenina hradu asi 1,5 km severozápadně od vesnice Sedlce v okrese České Budějovice. Leží na pravém břehu Malše. Na protilehlém břehu leží město Velešín. Nachází se v nadmořské výšce 485 m na úzkém skalním hřbetu, který byl původně ze tří stran obtékán řekou Malší, ale říční údolí bylo zatopeno vodní nádrží Římov. Z hradu se dochovaly terénní zbytky opevnění a malé fragmenty zdí. Od roku 1963 je chráněn jako kulturní památka. Hrad Velešín byl zařazen mezi zastavení na česko-rakouské stezce po hradech a zámcích, nazvané Zemská cesta.

## Historie
Zakladatelem hradu byl v první polovině třináctého století panovník. První písemná zmínka pochází z roku 1266, kdy přešel do rukou Čéče z Budějovic, od kterého ho získal Beneš Pyšný, zakladatel rodu pánů z Michalovic. Za krále Přemysla Otakara II. se vrátil zpět koruně, ale Václav II. hrad opět přenechal Benešovo synovi, Janu z Michalovic. Janův vnuk, Jindřich z Velešína, rozdělil v roce 1358 hrad a jeho panství mezi své syny Ješka, Beneše a Jindřicha. Již o rok později Beneš z Velešína podíly bratrů vykoupil. Když roku 1361 zemřel, převzala majetek Benešova dcera Markéta a její strýc Petr z Michalovic. Petrův syn, Jan Michalec z Velešína, hrad vlastnil až do roku 1387, kdy jej na základě starší smlouvy z roku 1363 koupil Oldřich z Rožmberka. Rožmberkové hrad využívali dalších sto let až do roku 1487, kdy byl na pokyn Voka z Rožmberka opuštěn. Důvodem zřejmě byly časté statické poruchy a zvyšující se náklady na údržbu.
Během husitských válek byl Velešín ohrožen dvakrát. Poprvé se ho v roce 1423 pokusilo zradou dobýt vojsko Jana Žižky, ale neuspělo. Podruhé hrozilo nebezpečí roku 1434 od Jana Čapka ze Sán, ale Oldřich II. z Rožmberka s ním včas uzavřel mírovou dohodu. Nejspíše od roku 1441 na hradě prožila svá poslední léta šlechtična Perchta ze Šternberka, vdova po Petru Konopišťském ze Šternberka, která zde též roku 1447 zemřela.
Podle smlouvy z roku 1476 tvořilo posádku hradu osm střelců, jeden jízdní voják a purkrabí, který ročně dostával padesát kop grošů určených na údržbu hradu. V letech 1467–1473 měla posádka k dispozici mimo jiné: železnou houfnici, malou houfničku, šest funkčních píšťal a dvě roztržené, sud střelného prachu, čtrnáct liber odváženého prachu a osm starých samostřílů.
V roce 1541 je hrad popisován jako pustý.

### Seznam purkrabích
Rožmberkové hrad využívali jako opěrný bod a správní centrum panství, ale nesídlili zde. Hrad místo nich spravovali purkrabí, kteří jsou uvedeni v seznamu spolu s rokem nebo obdobím, kdy byli ve funkci zmíněni.

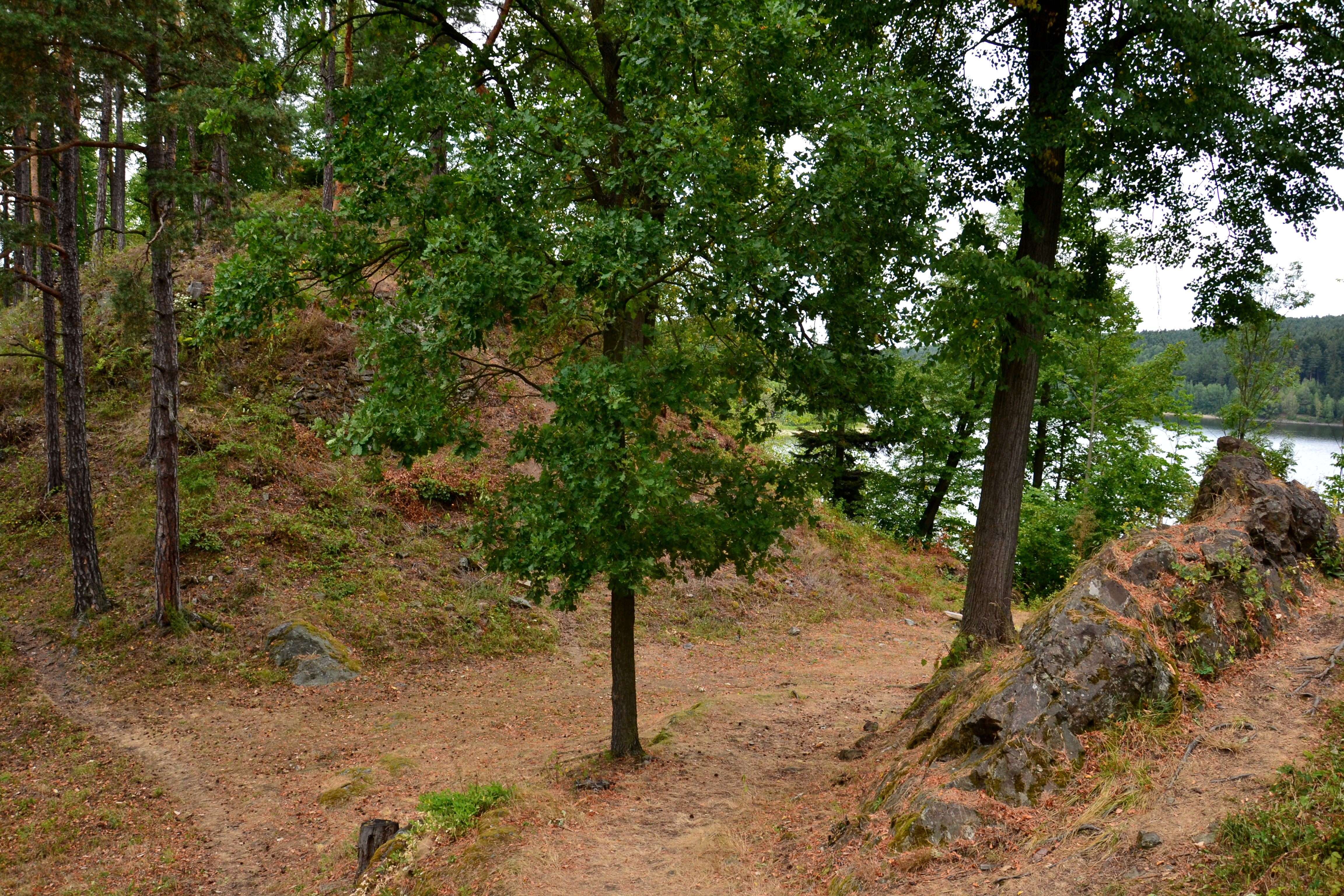
Třetí příkop

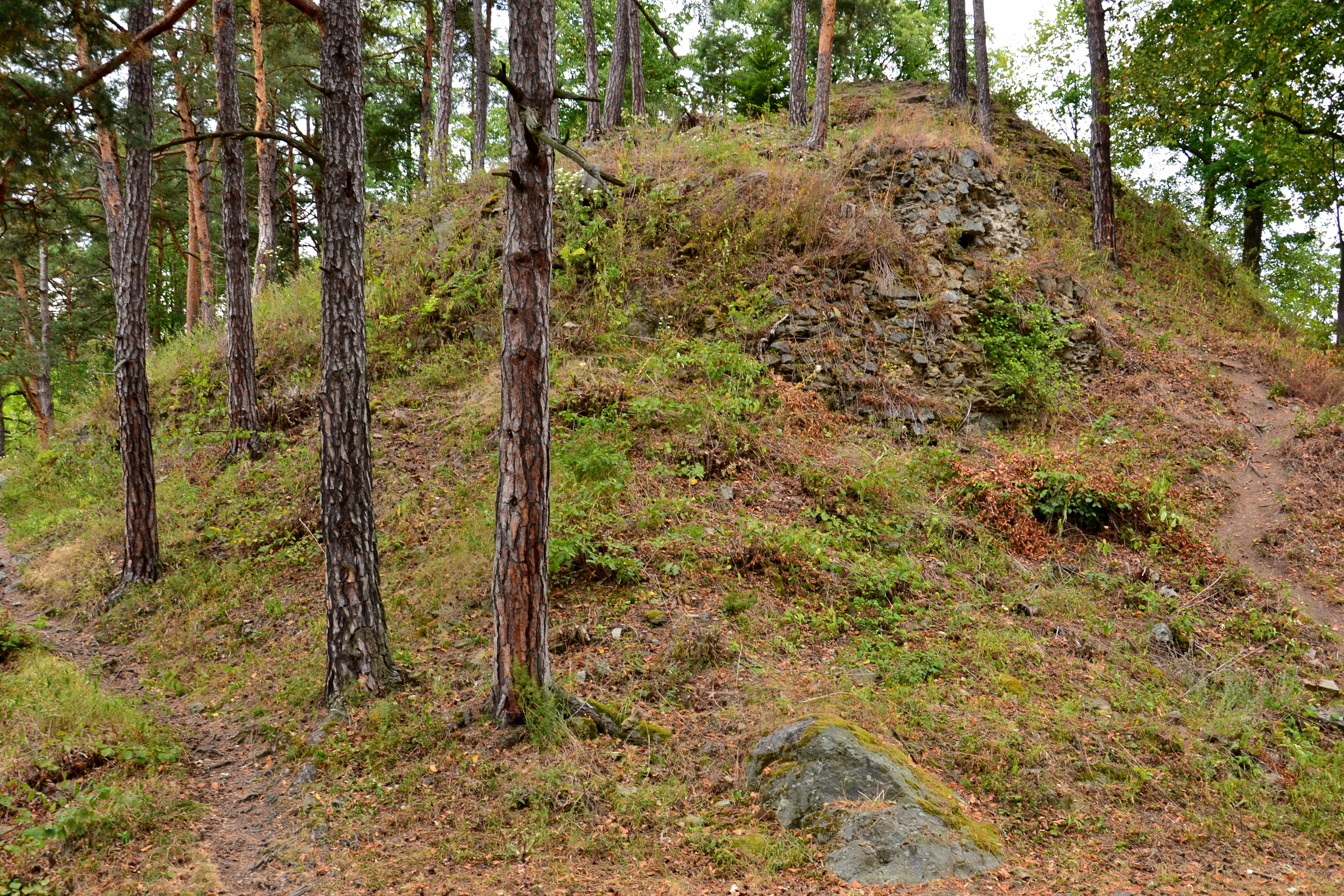
Čelo hradního jádra s fragmentem hradby

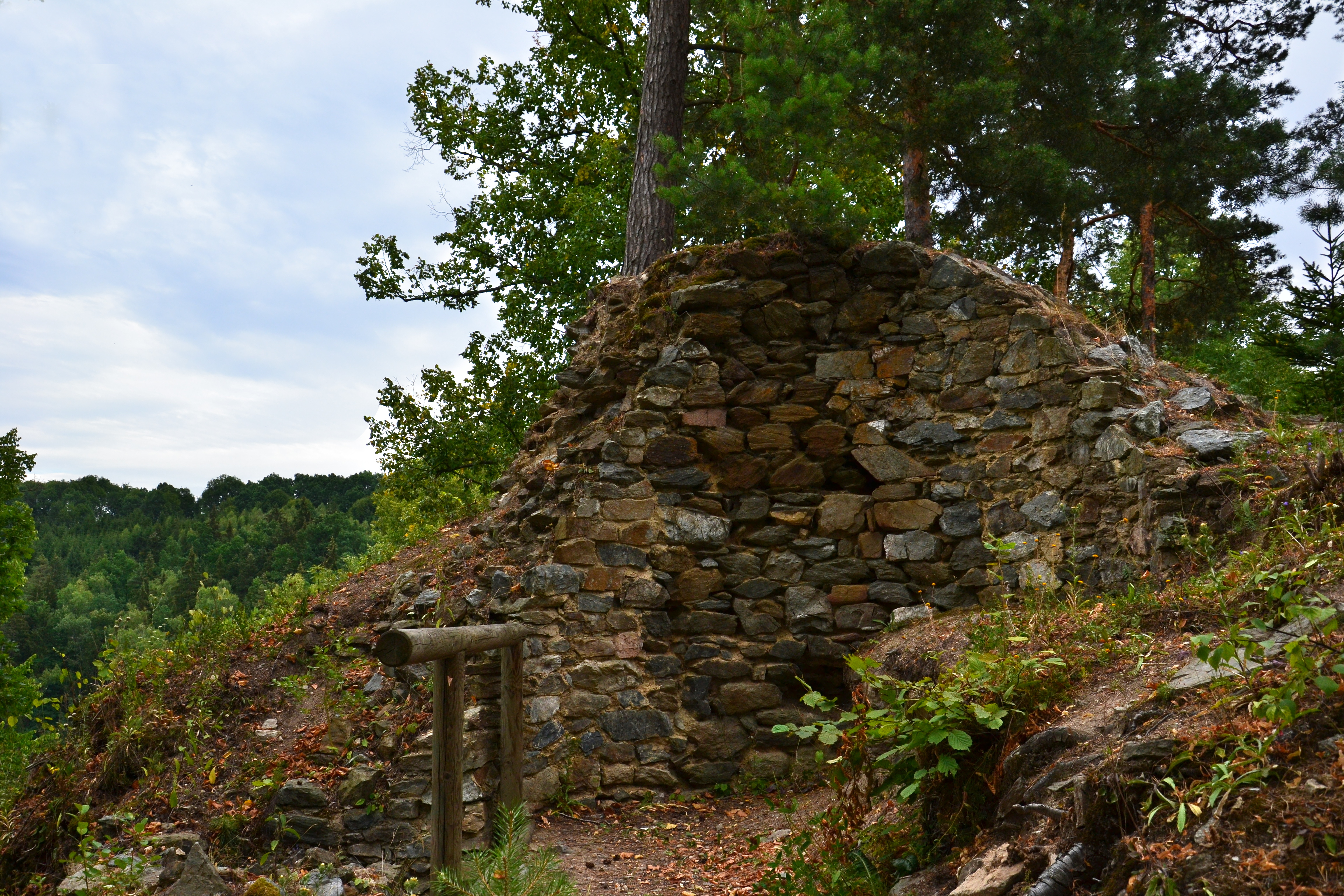
Torzo bergfritu

- Jan Liška (počátek patnáctého století)
- Buzek (před rokem 1414)
- Višně z Větřní (1423–1425)
- Petr z Dlouhé (1429–1437)
- Zachař z Nemyšle (1438–1439)
- Jan Měděnec (1451)
- Jindřich z Ratibořic (1453)
- Erazim z Michnic (1458)
- Mikuláš Sedlecký (1470)
- Jan Puklice ze Vztuh (1471)
- Mikuláš Hříbě (1472)
- Oldřich ze Dvorce (1476–1487)

### Novodobá historie
V sedmdesátých letech dvacátého století hrad archeologicky zkoumal Antonín Hejna, jehož výkopy významně změnily reliéf hradního areálu. Během roku 1974 byly odkryty zbytky pozdně románské kaple. V srpnu 2012 byl mezi předhradím a hradním jádrem otevřen nový dřevěný most dlouhý 37 m a vysoký osm metrů. Postavil jej vlastník zříceniny, společnost Lesy České republiky, ve spolupráci s obcemi Velešín, Svatý Jan nad Malší a také se sdružením Hrady na Malši. Cena stavby dosáhla milion korun. Most však napadla dřevokazná houba, proto jej majitel v roce 2017 demontoval.

## Stavební podoba
Velešín patří mezi nejstarší královské kamenné hrady v Čechách. Typologicky jej lze řadit mezi hrady s obvodovou zástavbou. Podoba jeho pozdně románská hradní kaple je v kontextu českých hradů neobvyklá, ale podobně řešené kaple se vyskytují na některých rakouských hradech. Ke hradu patřil také písemně doložený latrán.
V čele se nachází rozsáhlé předhradí, které pravděpodobně vzniklo až v mladších fázích existence hradu. Je bez výraznějších stop zástavby nebo opevnění. Na vstupní straně ho chránil příkop, jehož podobu ovlivnil systém novodobých lesních cest. Za předhradím se nachází druhý, velmi široký příkop, na který navazovalo čelní opevnění. Na skalním útvaru se zde dochovalo valové těleso s fragmentem čelní hradby. Za ním se nacházel třetí příkop, který chránil hradní jádro. To bylo původně širší než dnes. Boční hradby byly založené níže ve svahu. Zasypáním prostoru za nimi vznikla rovná plocha, ale hmotnost zásypu způsobovala statické poruchy a později vedla až ke zřícení hradeb a vysypání navážky do údolí.
Hradní jádro obíhal parkán a v čele nad ním stál mohutný okrouhlý bergfrit s vnitřním průměrem 3,7 m. V jeho přízemí se nacházel výklenek s více než dva metry hlubokou záchodovou šachtou. Věž byla při opuštění hradu záměrně zbořena. Na jižní straně pod věží bývala brána, která vedla do střední části hradního jádra. Jeho podoba byla silně ovlivněna necitlivě provedeným archeologickým výzkumem. Na severní straně stála velmi zlomkovitě dochovaná budova, pravděpodobně palác. K jeho nádvorní straně byla delší stěnou přiložena románská kaple s půlkruhovou apsidou. Dochované zdivo však pochází z mladší kaple vestavěné do hradu až po jeho opuštění. Původní kaple bývala širší. Zadní část hradu se nachází až o deset metrů níže než hradní jádro. Kromě prohlubně ve střední části neobsahuje žádné pozůstatky staveb. Podle Augusta Sedláčka zde stávala polookrouhlá bašta. Ještě dále na západní straně hrad chránila dvojice ve skále vysekaných příkopů.

## Přístup
Hrad se nachází v ochranném vodárenském pásmu vodní nádrže, ale je volně přístupný. Ze Sedlce k jeho zbytkům vede odbočka z modře značené turistické trasy.